# 2,3-Dichloro-5,6-dicyjano-1,4-benzochinon
2,3-Dichloro-5,6-dicyjano-1,4-benzochinon, DDQ – organiczny związek chemiczny, pochodna benzochinonu. Jest stosowany w syntezie chemicznej jako utleniacz w reakcjach utleniającego sprzęgania, odwodornienia alkoholi i ketonów steroidowych. Właściwości utleniające DDQ są silniejsze niż benzochinonu.

Odwodornienie

Aromatyzacja

Utleniające sprzęganie
DDQ będący dobrym akceptorem elektronów, łatwo tworzy anionorodniki oraz kompleksy donorowo-akceptorowe (charge-transfer), dzięki czemu jest wykorzystywany w badaniach spektroskopowych. Kompleksy DDQ ze związkami będącymi donorami elektronów są stosowane w spektrofotometrycznej analizie ilościowej, m.in. składników leków.

## Trwałość
DDQ rozkłada się pod wpływem wody z wydzieleniem toksycznego cyjanowodoru. Reakcję tę spowalnia środowisko słabo kwaśne oraz obniżenie temperatury. Zwykle jednak stosuje się roztwory DDQ w bezwodnych rozpuszczalnikach organicznych.